# Zwei Gefangene

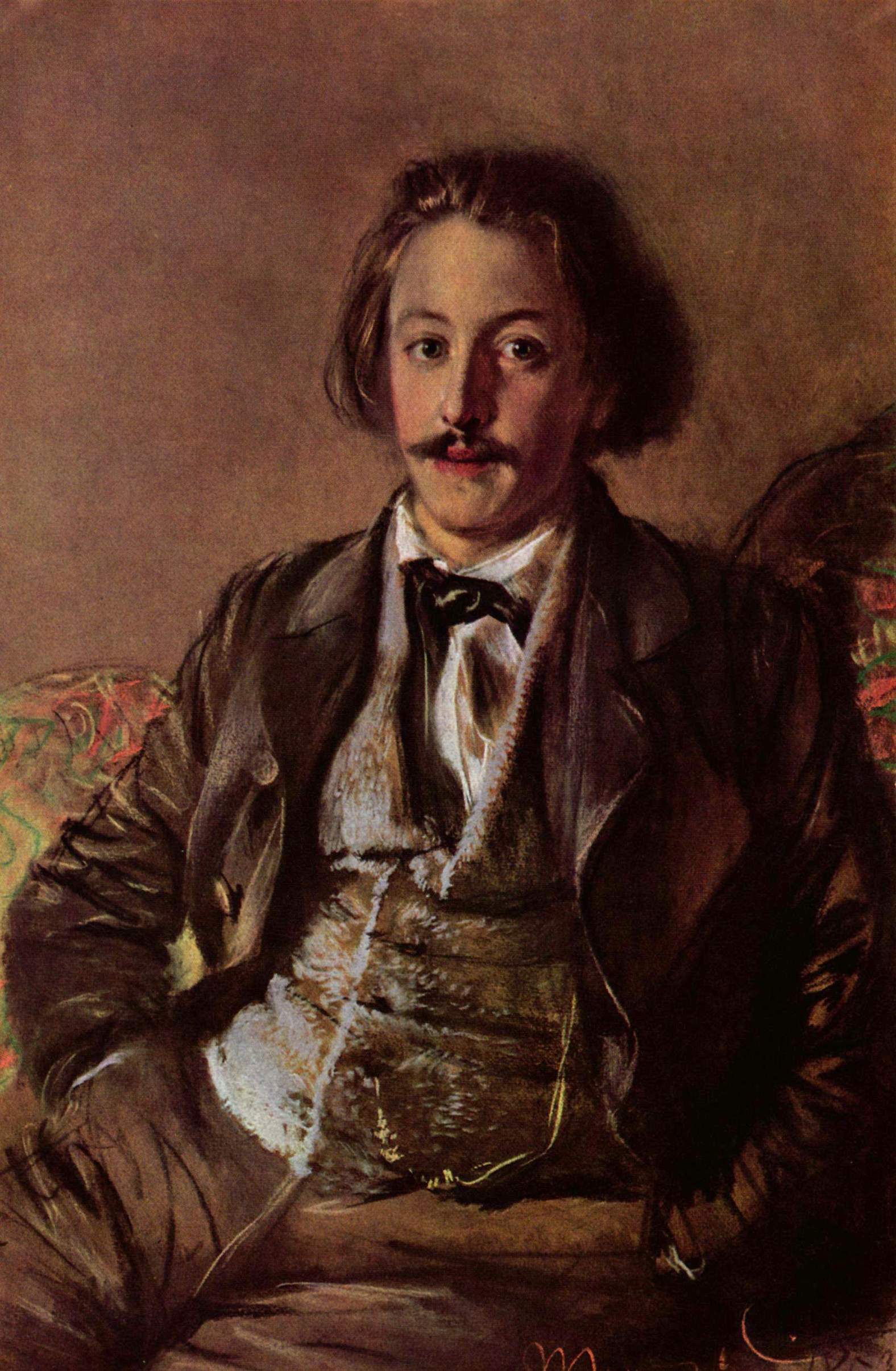
Paul Heyse auf einem Gemälde von Adolph Menzel anno 1853

Zwei Gefangene ist eine Novelle des deutschen Nobelpreisträgers für Literatur Paul Heyse, die im Januar 1877 in Westermanns Monatsheften in Braunschweig vorabgedruckt wurde und 1878 bei Reclam in Leipzig erschien.
Clara, ein nicht hübsches, alterndes, ums Leben betrogenes Mädchen und der junge, ernste, ehrerbietig-linkische Josef verbringen gemeinsam nur wenige Wochen in Freiheit. Zincke schreibt in seiner Analyse: „Heyse vergleicht das Los der beiden Einsamen mit dem Schicksal zweier Gefangener, die ausgebrochen sind, denen aber auf Schritt und Tritt die Ketten nachklirren.“

## Inhalt
Clara Landolin und Josef lernen sich zufällig im Spätsommer kennen, als sie im Stadttheater während einer Kabale-und-Liebe-Aufführung nebeneinander sitzen. Er darf sie nach der Vorstellung in ihr Hotel – den „Gasthof zu den drei Helmen“ – begleiten. Nach dem Schiller kommen sich beide wie Gefangene vor: Bis zu ihrem 13. Lebensjahr hatte Clara in dieser Kleinstadt droben auf dem Schloss gelebt. Claras Vater war vor Jahren als Schlossverwalter mit einer bescheidenen Pension entlassen worden. Zwei Eisenbahnstunden von der Stadt entfernt hatte Clara fortan mit dem Vater und der vier Jahre jüngeren Schwester in einfachen Verhältnissen in einem Städtchen gelebt. Ein wohlhabender Hauptmann, sechsundzwanzig Jahre älter als Clara, hatte von Clara dereinst in jenem Städtchen einen Korb bekommen. Der Vater hatte ihr das Ausschlagen der guten Partie nie verziehen. Clara, als Lehrerin in einer eigenen kleinen Privatschule wirkend, unterstützt den Vater finanziell. Da der Graf – also des Vaters ehemaliger Arbeitgeber – kürzlich verstorben war, steht auf einmal auch noch die geringe Pension des Vaters auf dem Spiel. Letzterer hat seine Tochter Clara mit einer Petition an die Adresse des jungen Grafen ausgeschickt.
Der Geistliche Josef, mit seinen siebenundzwanzig Jahren wesentlich jünger als die ältliche Clara, hatte als Findelkind Glück gehabt. Nach seiner Priesterweihe war er als Grafenerzieher in einem adligen Hause untergekommen. Als sich Josef der jungen Komtess unsittlich genähert hatte, war er von seinem Erzbischof mit Schimpf und Schande zur jahrelangen Bewährung als Seelsorger aufs Dorf verbannt worden. Nun hatte Josef von seinem Vorgesetzten endlich eine Woche Urlaub bekommen, weil in der Stadt sein Onkel, ein einigermaßen vermögender Junggeselle, verstorben war. Josef, vor acht Tagen noch im Besitz von zehn Gulden, hat die Soutane mit dem Anzug des bürgerlichen Onkels vertauscht, mit der Perücke des Verstorbenen seine Tonsur bedeckt und möchte, neuerdings mit ungefähr dreitausendfünfhundert Gulden Barem in der Tasche, der verarmten Clara gerne etwas abgeben. Brüskiert lehnt Clara ab, wird von Josef abrupt im Dunkeln auf den Mund geküsst, steigt halb benommen auf ihr Zimmer im dritten Stock des Gasthofs und ist von dem einen reichlich Kopf größeren kräftigen Josef tief beeindruckt. Geschmeichelt, mit selig beklommener verstohlener Wonne betrachtet sie ihre immer noch sehr vollen, wohlgeformten Arme. Josef lässt sich vom angeheiterten Hoteldiener Claras Zimmer nennen und dringt vor. Der „verblühte, trübselige Kopfhängerin“ gibt sich dem Heißsporn hin. Er nennt sie hernach seine Frau.
Tags darauf erledigt Clara den Auftrag ihres Vaters und könnte eigentlich zurückfahren. Sie will aber – wie Josef – ihre unverhofft gewonnene Freiheit behalten und folgt dem jungen Mann, der ihr Liebe bis in den Tod geschworen hat – nun als seine Lebensgefährtin – mit der Eisenbahn über Leipzig nach Hamburg. Ziel ist New York. Auf dem Hotelzimmer paukt Josef eifrig englische Vokabeln. Bevor der Dampfer „Friedrich Schiller“ in See sticht, sucht das ungleiche Paar in den Ausläufern der Harburger Bergen ein Vergnügungslokal auf. Josef betrügt Clara mit einer blutjungen, hübschen, gutgebauten Ceylonesin.
Clara vergibt Josef seine Untreue und will nach Hause. Josef stimmt Clara um. Auf der „Friedrich Schiller“ flieht Clara in den Freitod; stürzt sich von der Reling tief hinab in die See.

## Rezeption
Anno 1927: Nach Zincke werden das Sappho-Motiv (verblühte Frau liebt jüngeren Mann) und das Gabriele-Reuter-Motiv (missliche soziale Lage der höheren Tochter) abgehandelt. Zincke schreibt zum Thema „Liebe des alternden Mädchens zum jüngeren Manne“: „Tragisch ist es, daß Clara in dem Moment, da ihr die seit Jahren heiß ersehnte Befreiung wird, diese Freiheit zum Fluche gereicht und notwendig ihren Untergang herbeiführt.“ Paul Heyse behandele den Stoff („angesäuerte Jungfer“ geht „mit einem mißliebigen Pfaffen durch“) weder komisch noch tragikomisch, sondern „das Selbstopfer eines reinen … Weibes“ werde „zur entscheidenden“ Pointe. Worin besteht Claras Edelmut? Dazu Zincke: „Auch nach der Untreue Josefs ist ihr erster und letzter Gedanke der Wunsch, ihn freizumachen. Er soll … drüben in der anderen Welt ein wahres und reines Glück finden. Später, als sie merkt, diese Freiheit kann nur errungen werden, wenn sie ihr Leben opfert, ist sie auch dazu bereit. Und sie dankt ihm am Ende noch … für die Liebe, die sie durch ihn kennen gelernt, …“
Zu den weitgehend parallelen Schicksalswegen: Für beide kommt Geld zu spät. Beide haben den harten, undankbaren Lehrberuf.
Heyse arbeite mit Symbolen. Zincke nennt als Beispiel das mehrfach erwähnte Fältchen an der Unterlippe Claras als Zeichen des Alterns.
Zincke hebt hervor, „daß Heyse die Seelenkämpfe Claras weder analysiert, noch eigens schildert. Alles ist verdeckt, alles ist Handlung … Claras Opfer wird daher nur halb geahnt und kommt … überraschend … Alles zu Drastische und zu Gewaltsame, zu Rohe … wird gemieden.“
Alles Relevante wird hinreichend plausibilisiert. „Heyse wußte eben genau so wie alle großen Epiker, daß es in der Kunst nicht auf die Wahrheit schlechthin ankommt, sondern nur auf die Wahrscheinlichkeit.“

### Ausgaben
Erstausgabe:
- Zwei Gefangene. 92 Seiten, Reclam, Leipzig 1878 (auch RUB 1878 anno 1910)[13]

### Sekundärliteratur
- Paul Zincke: Paul Heyses Novellentechnik. Dargestellt auf Grund einer Untersuchung der Novelle »Zwei Gefangene«. 278 Seiten. Verlag Friedrich Gutsch, Karlsruhe 1927
- Werner Martin (Hrsg.): Paul Heyse. Eine Bibliographie seiner Werke. Mit einer Einführung von Norbert Miller. 187 Seiten. Georg Olms Verlag, Hildesheim 1978 (Schreibmaschinenschrift), ISBN 3-487-06573-8